# Handball-FDGB-Pokal 1990/91 (Frauen)
Der Handball-FDGB-Pokal der Frauen wurde mit der Saison 1990/91 im Zuge der politischen Wende unter der Bezeichnung Pokal (Ost) ausgetragen, bei der zum letzten Mal ein Pokalsieger für den Bereich der ehemaligen DDR ermittelt wurde. So fanden die ersten beiden Runden noch unter dem Dach des Deutschen Handballverbands statt, bevor dieser im Dezember 1990 mit dem Deutschen Handballbund der Bundesrepublik Deutschland vereinigt wurde. Der TSC Berlin setzte sich in den Finalspielen gegen den SC Magdeburg durch und sicherte sich nach 1985 seine sechste und zugleich die letzte Pokaltrophäe. Im Anschluss verloren die Berlinerinnen im gesamtdeutschen Pokalfinale gegen den Pokalsieger (West) TSV Bayer 04 Leverkusen und verpassten damit die Qualifikation für den Europapokal der Pokalsieger.

## Teilnehmende Mannschaften
Für den FDGB-Pokal hatten sich folgende 41 Mannschaften qualifiziert:
| 1. Handball-Liga (ehemals DDR-Oberliga) die 11 Vereine der Saison 1990/91 | 2. Handball-Liga (ehemals DDR-Liga) die 17 Vereine der Saison 1990/91 | Landesvertreter 17 Vereine aus der Saison 1989/90 (Meister, Pokalsieger bzw. Pokalfinalisten) |
| - BFV Frankfurt/O. (TV) - SC Leipzig - SC Empor Rostock - SC Magdeburg - BSV Sachsen Zwickau - TSC Berlin - SV 1950 Neubrandenburg - TSG Wismar - BSG Halloren Halle - SV BVB 49 - TSV Erfurt (TV) – Titelverteidiger | Staffel Nord - SV Chemie Guben - SV Lokomotive Rangsdorf - SG Empor Brandenburger Tor 1952 - BSG Fortschritt Cottbus - Magdeburger SV 90 - SV Motor Hennigsdorf Staffel Süd - SV Union Halle-Neustadt - TSG Calbe - SV Blaue Schwerter Meissen - ESV Delitzsch - Polizei SV Eisenach - HBV Jena 90 - SV Schneeberg | Mecklenburg-Vorpommern - ehemals Bezirk Rostock HSG Wismar - ehemals Bezirk Schwerin BSG Lokomotive Bützow - ehemals Bezirk Neubrandenburg SV 1950 Neubrandenburg II Berlin - ehemals Ost-Berlin TSV Oranke Brandenburg - ehemals Bezirk Potsdam SV Motor Falkensee - ehemals Bezirk Frankfurt (Oder) SSV PCK 90 Schwedt - ehemals Bezirk Cottbus VfB Doberlug-Kirchhain Sachsen-Anhalt - ehemals Bezirk Magdeburg Post SV Magdeburg Post SV Halberstadt - ehemals Bezirk Halle SV Grün-Weiß Wittenberg-Piesteritz Sachsen - ehemals Bezirk Leipzig SpVgg 1899 Leipzig - ehemals Bezirk Dresden SV Stahl Riesa - ehemals Bezirk Karl-Marx-Stadt SV Motor Schönau Thüringen - ehemals Bezirk Erfurt HSV Apolda - ehemals Bezirk Gera SV Hermsdorf - ehemals Bezirk Suhl HV Ilmenau HSG Suhl |

## Modus
Der Pokal (Ost) der Frauen wurde wie in den letzten beiden Spielzeiten von der ersten Hauptrunde bis zum Finale im K.-o.-System durchgeführt. Waren in der ersten Hauptrunde die Landesvertreter und die Mannschaften der 2. Handball-Liga noch unter sich, kamen ab der zweiten Hauptrunde die Vereine der der 1. Handball-Liga dazu. In beiden Runden hatten unterklassige Vereine Heimvorteil und die Auslosung erfolgte nach möglichst territorialen Gesichtspunkten. Ab dem Achtelfinale wurde dann frei gelost und das Finale wurde mit Hin- und Rückspiel ausgetragen.

## 1. Hauptrunde
| Datum            |                                    | Ergebnis |                                 |
| ---------------- | ---------------------------------- | -------- | ------------------------------- |
| Sa 27.10., 15:00 | HSG Wismar                         | 20:24    | SV 1950 Neubrandenburg II       |
| Sa 27.10., 15:00 | BSG Fortschritt Cottbus            | :        | SV Schneeberg                   |
| Sa 27.10., 15:00 | Post SV Magdeburg                  | :        | ESV Delitzsch                   |
| Sa 27.10., 15:00 | SpVgg 1899 Leipzig                 | :        | SV Hermsdorf                    |
| Sa 27.10., 15:00 | SV Lokomotive Rangsdorf            | :        | SG Empor Brandenburger Tor 1952 |
| Sa 27.10., 15:00 | SV Stahl Riesa                     | 20:23    | SV Blaue Schwerter Meissen      |
| Sa 27.10., 15:00 | SV Grün-Weiß Wittenberg-Piesteritz | 19:24    | TSG Calbe                       |
| Sa 27.10., 15:00 | HSV Apolda                         | :        | Magdeburger SV 90               |
| Sa 27.10., 15:00 | HV Ilmenau                         | :        | HSG Suhl                        |

Die restlichen Mannschaften der 2. Handball-Liga und der Landesvertreter erreichten durch ein Freilos die 2. Hauptrunde.

## 2. Hauptrunde
| Datum            |                           | Ergebnis |                            |
| ---------------- | ------------------------- | -------- | -------------------------- |
| Sa 22.12., __:__ | SV Chemie Guben           | 21:40    | TSC Berlin                 |
| Sa 22.12., __:__ | TSV Oranke                | :        | SV BVB 49                  |
| Sa 22.12., __:__ | SV 1950 Neubrandenburg II | 17:21    | TSG Wismar                 |
| Sa 22.12., __:__ | SSV PCK 90 Schwedt        | 13:19    | SV 1950 Neubrandenburg     |
| Sa 22.12., __:__ | TSG Calbe                 | 25:33    | SC Empor Rostock           |
| Sa 22.12., __:__ | SV Lokomotive Rangsdorf   | 13:19    | SV Motor Hennigsdorf       |
| Sa 22.12., __:__ | VfB Doberlug-Kirchhain    | 10:33    | SC Magdeburg               |
| Sa 22.12., __:__ | SpVgg 1899 Leipzig        | 18:32    | BSG Halloren Halle         |
| Sa 22.12., __:__ | SV Union Halle-Neustadt   | :        | TSV Erfurt                 |
| Sa 22.12., __:__ | SV Motor Falkensee        | :        | BSG Lokomotive Bützow      |
| Sa 22.12., __:__ | Post SV Halberstadt       | :        | BFV Frankfurt/O.           |
| Sa 22.12., __:__ | Ilmenau / Suhl            | :        | BSV Sachsen Zwickau        |
| Sa 22.12., __:__ | HBV Jena 90               | :        | SC Leipzig                 |
| Sa 22.12., __:__ | Cottbus / Schneeberg      | :        | Post SV Magdeburg          |
| Sa 22.12., __:__ | Polizei SV Eisenach       | :        | SV Blaue Schwerter Meissen |
| Sa 22.12., __:__ | SV Motor Schönau          | :        | Apolda / Magdeburg         |

## Achtelfinale
| Datum           |                      | Ergebnis    |                            |
| --------------- | -------------------- | ----------- | -------------------------- |
| Sa 09.3., __:__ | Post SV Magdeburg    | 13:18       | SV 1950 Neubrandenburg     |
| Sa 09.3., __:__ | BSV Sachsen Zwickau  | 18:17       | SC Empor Rostock           |
| Sa 09.3., __:__ | TSG Wismar           | 27:24       | SV BVB 49                  |
| Mi 13.3., 18:00 | BSG Halloren Halle   | 17:23       | TSC Berlin                 |
| Mi 13.3., 18:00 | SV Motor Schönau     | 20:27       | SV Blaue Schwerter Meissen |
| Mi 13.3., 18:00 | SC Leipzig           | 26:24 n. V. | BFV Frankfurt/O.           |
| Sa 16.3., __:__ | SV Motor Hennigsdorf | 22:18       | SV Union Halle-Neustadt    |
| Di 09.4., __:__ | SC Magdeburg         | 39:08       | SV Motor Falkensee         |

## Viertelfinale
| Datum           |                        | Ergebnis |                            |
| --------------- | ---------------------- | -------- | -------------------------- |
| 0               | SV 1950 Neubrandenburg | :        | SV Blaue Schwerter Meissen |
| 0               | SC Leipzig             | :        | TSG Wismar                 |
| Sa 13.4., __:__ | TSC Berlin             | 33:14    | SV Motor Hennigsdorf       |
| Mi 24.4., __:__ | BSV Sachsen Zwickau    | 19:21    | SC Magdeburg               |

## Halbfinale
| Datum           |                        | Ergebnis |              |
| --------------- | ---------------------- | -------- | ------------ |
| 0               | SV 1950 Neubrandenburg | :        | SC Magdeburg |
| Fr 03.5., __:__ | TSC Berlin             | 22:18    | SC Leipzig   |

## Finale Pokal (Ost)
Im Finale um den Pokal (Ost) der Frauen standen sich der TSC Berlin und der SC Magdeburg gegenüber. Das Hinspiel fand am Mittwoch, den 15. Mai in der Magdeburger Hermann-Gieseler-Halle statt, welches die Berlinerinnen knapp für sich entschieden konnten. Im Rückspiel am Samstag, den 25. Mai reichte dem TSC in heimischer Halle ein Unentschieden zum Pokaltriumph. Damit qualifizierten sich die Berlinerinnen für die Endspiele um den gesamtdeutschen Pokalsieger.
| Datum                   |              | Gesamt |            | Hinspiel | Rückspiel |
| ----------------------- | ------------ | ------ | ---------- | -------- | --------- |
| Mi 15. Mai / Sa 25. Mai | SC Magdeburg | 42:43  | TSC Berlin | 22:23    | 20:20     |

 Pokalsieger (Ost)

## Finale gesamtdeutscher Pokalsieger
Der TSV Bayer 04 Leverkusen (DHB-Pokalsieger) setzte sich nach zwei Spielen gegen den TSC Berlin durch und wurde erster gesamtdeutscher Pokalsieger. Damit qualifizierte sich Leverkusen für den Europapokal der Pokalsieger.
| Datum                     |                         | Gesamt |            | Hinspiel      | Rückspiel     |
| ------------------------- | ----------------------- | ------ | ---------- | ------------- | ------------- |
| So 16. Juni / So 23. Juni | TSV Bayer 04 Leverkusen | 45:42  | TSC Berlin | 24:18 (12:10) | 21:24 (11:12) |